# Hansgünter Thebis
Hansgünter Thebis (Pseudonym: John O’Guenther; * 29. Dezember 1925 in Plauen/Vogtland) ist ein deutscher Schriftsteller und Fachjournalist.

## Leben
Hansgünter Thebis ist der Sohn von Hildegard Thebis, geborene Frick, und des Schriftstellers und Redakteurs Reinhold Thebos.
Nachdem Hansgünter Thebis sein Abitur absolviert und er ab 1946 einige Jugendbücher veröffentlicht hatte, trat er in den Fünfziger- und Sechzigerjahren als Verfasser zahlreicher Unterhaltungsromane aus dem Genre des Wildwest- und Kriminalromans hervor, die teilweise als Leihbücher und teilweise in Heftform erschienen. Daneben schrieb Thebis Hörspiele für Jugendliche im Jugendfunk sowie später vor allem Drehbücher für Fernsehspiele und -serien. Er ist evangelisch und lebt in Berlin. Im Jahr 1970 heiratete er Hildegard Kantel.

## Werke
- Bernd und der Fernlastzug, Berlin [u. a.] 1946
- Bernd in Berlin, Berlin [u. a.] 1947
- Zwischen Handball und Pulverschnee, Berlin [u. a.] 1947
- Flunki und der Au-Ha-Klub, Berlin [u. a.] 1948
- Heimo Johannsen, Stuttgart 1950
- Die Bande der Rache, Nürnberg 1951
- Blizzard Modell 5, Lengerich 1951
- Das Geheimnis der Fog-Horn-Ranch, Nürnberg 1951
- Der gelbe Teufel vom Zecco-Paß, Nürnberg 1951
- Die Necktie-Bande, Nürnberg 1951
- Reiter des Rechtes, Nürnberg 1951
- Sheriff Dumbbell, Nürnberg 1951
- Totenkopf-Jerrys letzte Runde, Nürnberg 1951
- Das Wasser der sieben Ranches, Nürnberg 1951 (unter dem Namen John O'Guenther)
- Auf den Spuren des Einäugigen, Nürnberg 1952
- Die Broncho-Ranch, Nürnberg 1952
- Entführung am Rio Grande, Nürnberg 1952
- Jagd auf King-Colt, Nürnberg 1952
- Jake Douglas schlägt zurück, Nürnberg 1952
- Der Mann im Schatten, Nürnberg 1952
- Die Rache des Toten, Nürnberg 1952
- Das Rätsel um Doran Carter, Nürnberg 1952
- Das rote Phantom, Nürnberg 1952
- Silber am Black-River, Nürnberg 1952
- Die Gräber von Stanhope, Nürnberg 1953
- Kampf um Green-Corner, Nürnberg 1953
- Pit Peters wird gerächt, Nürnberg 1953
- Das Tor zur Hölle, Nürnberg 1953
- Waffen für Mexiko, Nürnberg 1953
- Colt R-C 17, Nürnberg 1954
- Überfall auf den Nordwest-Express, Nürnberg 1954
- Das silbergraue Cocktailkleid, Hamburg-Poppenbüttel 1955 (unter dem Namen John O'Guenther)
- Vier ohne Frau, Darmstadt 1955 (unter dem Namen John O'Günther)
- Fräulein Berger zum Diktat, Darmstadt 1956 (unter dem Namen John O'Günther)
- Kidnapping, Nürnberg 1956
- Ein Mann namens Brown, Nürnberg 1956
- Exklusivbericht: Mord, Nürnberg 1957
- Der Fall O'Rior, Nürnberg 1957
- Mord am Yellow Point, Nürnberg 1957
- Schatten am Kai, Nürnberg 1957
- Die Venus von Westbourne Grove, Nürnberg 1957
- Aktion Funkspruch, Nürnberg 1958
- Jerry spielt hoch!, Nürnberg 1958 (unter dem Namen John O'Guenther)
- Richter Bulton, Nürnberg 1958
- Vorsicht Glas!, Nürnberg 1958
- Wochenende auf Mannor Place, Nürnberg 1958
- Attentat im Standesamt, Nürnberg 1959
- Gefährliches Treibgut, Nürnberg 1959
- Öl am Amazonas, Nürnberg 1959
- Oklahoma-Girl, Nürnberg 1959
- Das Rätsel vom Riverfall, Nürnberg 1959 (unter dem Namen John O'Guenther)
- Rivalen auf grünem Rasen, Hannover 1959
- Blutige Amoretten, Nürnberg 1960
- Der 5000-Dollar-Trick, Nürnberg 1960 (unter dem Namen John O'Guenther)
- Der graue Jack, Nürnberg 1960 (unter dem Namen John O'Guenther)
- Mit ungleichen Waffen, Nürnberg 1960 (unter dem Namen John O'Guenther)
- Sechster Stock links, Nürnberg 1960
- Stichwort Handicap, Nürnberg 1960
- XP-14 überfällig, Darmstadt 1960 (unter dem Namen John O'Guenther)
- Der Falschspieler, Darmstadt 1961 (unter dem Namen John O'Guenther)
- Musik um Mitternacht, Nürnberg 1961
- Sie war erst neunzehn, Nürnberg 1961
- Spuren ins Nichts, Darmstadt 1961 (unter dem Namen John O'Guenther)
- Die Stimme, Köln 1961 (unter dem Namen John O'Guenther)
- Testament des Teufels, Nürnberg 1961 (unter dem Namen John O'Guenther)
- Das Totenhaus am Midnight-Stone, Nürnberg 1961 (unter dem Namen John O'Guenther)
- Kampf um den Creeperpaß, Nürnberg 1962 (unter dem Namen John O'Guenther)
- Mord vor der Fernsehkamera, Nürnberg 1962